# Анкасти (департамент)
Департамент Анкасти  (исп. Departamento de Ancasti) — департамент в Аргентине в составе провинции Катамарка.
Территория — 2412 км². По данным Национального института статистики и переписи населения в Аргентине на 2010 год численность жителей департамента была 2917 человека против 3082 человек в 2001 году, что составило падение на 5,4%. Плотность населения — 1,2 чел./км².
Административный центр — Анкасти.

## География
Департамент расположен на юго-востоке провинции Катамарка.
Департамент граничит:
- на севере — с департаментом Эль-Альто
- на востоке — с департаментом Ла-Пас
- на западе — с департаментом Капайян
- на северо-западе — с департаментом Валье-Вьехо

## Административное деление
Департамент включает 1 муниципалитет:
- Анкасти

## Важнейшие населенные пункты[3]
| № | Населённый пункт | Населённый пункт (исп.) | Категория | Население чел. (2010) | На карте                        |
| - | ---------------- | ----------------------- | --------- | --------------------- | ------------------------------- |
| 1 | Вилья-де-Анкасти | Villa de Ancasti        | поселок   | 361                   | 28°48′43″ ю. ш. 65°30′04″ з. д. |
| 2 | Анкинсила        | Anquincila              | поселок   | 202                   | 28°44′49″ ю. ш. 65°32′52″ з. д. |
| 3 | Ла-Махада        | La Majada               | поселок   | 154                   | 29°01′53″ ю. ш. 65°32′45″ з. д. |
| 4 | Ла-Канделария    | La Candelaria           | поселок   | 77                    | 28°41′40″ ю. ш. 65°25′57″ з. д. |